# Figura de construção
A gramática normativa, partindo de aspectos lógicos e gerais observados na língua culta, aponta princípios que presidem às relações de dependência ou interdependência e de ordem das palavras na frase. Ensina-nos, entretanto, que aqueles aspectos lógicos e gerais não são exclusivos; ocasionalmente, outros fatores podem influir e, em função deles, a concordância, a regência ou a colocação (planos em que se faz o estudo da estrutura da frase) apresentam-se, às vezes, alteradas. Tais alterações denominam-se figuras de construção, também chamadas de figuras sintáticas. Também existe a figura de construção que faz parte da figura de linguagem.

## Tipos
- Aliteração
- Anacoluto
- Anadiplose
- Anáfora
- Analepse
- Assíndeto
- Assonância
- Circunlóquio
- Clímax
- Diácope
- Elipse
- Epizêuxis
- Inversão ou Hipérbato
- Pleonasmo
- Polissíndeto
- Sínquise
- Silepse
- Zeugma
- Zoomorfização (ou animalização)

## Figuras de construção
Elipse: consiste na omissão de um termo ou expressão, mas que seja facilmente identificada.
“Visitando minha casa, bom dia, e nada mais!” (Houve omissão do verbo dizer.)
Zeugma: consiste na elipse de um termo que já apareceu antes.
"Lúcia escreve narrativas; eu, poemas". (omissão do verbo 'escrever').
"Os adultos possuem poder de decisão; os jovens, incertezas e conflitos. "Nos jardins, flores sem vida."
Polissíndeto: consiste na repetição de conjunções.
"Sete quedas por nós passaram / E não soubemos amá-las / E todas sete foram mortas / E todas sete somam no ar,(..)"
"A criança pula e canta e ri."
Assíndeto: ao contrário do polissíndeto, é a omissão de conjunções.
"Pedi, falei, implorei, nada consegui de volta."
Silepse: consiste na concordância ideológica. Leva-se em consideração o que se subentende. A silepse pode ser:
- De gênero

“Vossa Excelência está preocupado.”
- De número

“Os Lusíadas marcou a história de Portugal.”
- De pessoa

“Os alunos somos interessados em criar um D.A.”
Anacoluto: consiste em deixar um termo solto e dar a impressão de que a frase esteja quebrada.
"É, então... não sei se gostaria, mas.. talvez fosse melhor que estivesse aqui."
"Quem ama o feio, bonito lhe parece."
"Quem anda sem dinheiro, não arranja companheiro."
"Comprei três sapatos, um é preto."
Inversão: consiste na colocação das palavras na frase na ordem inversa.
"De mãos dadas com ela vinha o homem."
Pleonasmo: consiste numa repetição de um termo, cuja finalidade é dar reforço ao enunciado.
"Morrerás morte vil da mão de um forte."(Gonçalves Dias)
"Ao pobre não lhe devo nada."
"Eu, ninguém me engana."
Anáfora: consiste na repetição de uma mesma palavra no início de versos ou frases. “ A vós pregados pés, por não deixar-me,
A vós, sangue vertido, para ungir-me,
A vós, cabeça baixa, para chamar-me.”
(Gregório de Matos)
"Vi uma estrela tão alta, / Vi uma estrela tão fria! / Vi uma estrela luzindo, / Na minha vida vazia". (Manoel Bandeira)
Antítese e Paradoxo
Paradoxo é a aproximação de ideias contrárias.
- Ex.: Já estou cheio de me sentir vazio.

Antítese consiste na exposição de palavras contrárias.
- Ex.: Ele não odeia, ama.

Na explicação do professor Paulo Hernandes fica evidente a diferença entre estas duas figuras de linguagem frequentemente confundidas:
"Como podemos ver, na antítese, apresentam-se ideias contrárias em oposição. No paradoxo, as ideias aparentam ser contraditórias, mas podem ter explicação que transcende os limites da expressão verbal."
Catacrese
É a figura de linguagem que consiste na utilização de uma palavra ou expressão que não descreve com exatidão o que se quer expressar, mas é adotada por não haver outra palavra apropriada - ou a palavra apropriada não ser de uso comum.
- Ex.: Não deixe de colocar dois dentes de alho na comida.

Sinestesia
Consiste na fusão de impressões sensoriais diferentes.
- Ex.: Aquela criança tem um olhar tão doce.

Comparação
Como o próprio nome diz, essa figura de linguagem é uma comparação feita entre dois termos com o uso de um conectivo.
- Ex.: O Amor queima como o fogo.
- Ex.: Carcará / Lá no sertão / É um bicho que avoa que nem avião (...)[1]

Metáfora
É a figura de palavra em que um termo substitui outro em vista de uma relação de semelhança entre os elementos que esses termos designam
- Ex.: (...) se ela é um morango aqui do Nordeste (...)

Essa semelhança é resultado da imaginação, da subjetividade de quem cria a metáfora.
Disfemismo ou Cacofemismo
É uma figura de estilo (figura de linguagem) que consiste em empregar deliberadamente termos ou expressões depreciativas, sarcásticas ou chulas para fazer referência a um determinado tema, coisa ou pessoa, opondo-se assim, ao eufemismo. Expressões disfêmicas são freqüentemente usadas para criar situações de humor.
- Ex.: Comer capim pela raiz.

Hipérbole ou Auxese
É a figura de linguagem que consiste no exagero.
- Ex.: "Rios te correrão dos olhos, se chorares!"
- Ex.: (...) E pro inferno ele foi pela primeira vez (...)

Metonímia ou Transnominação
É a figura de linguagem que consiste no emprego de um termo por outro, dada a relação de semelhança ou a possibilidade de associação entre eles.
Definição básica: Figura retórica que consiste no emprego de uma palavra por outra que a recorda.
- Ex.: Lemos Machado de Assis por interesse. (Ninguém, na verdade, lê o autor, mas as obras dele em geral.)

Personificação ou Prosopopeia
É uma figura de estilo que consiste em atribuir a objetos inanimados ou seres irracionais sentimentos ou ações próprias dos seres humanos.
- Ex.: (...) Eu vi a Estrela Polar / Chorando em cima do mar (...)[4]

Perífrase
Consiste no emprego de palavras para indicar o ser através de algumas de suas características ou qualidades.
- Ex.: O rei dos animais (Leão)[6]
- Ex.: Visitamos a cidade-luz (Paris)

Ironia
Consiste em apresentar um termo em sentido oposto.
- Ex.: Meu irmão é um santinho (malcriado).

Eufemismo
Consiste em suavizar um contexto.
- Ex.: Você faltou com a verdade (Em lugar de mentiu).